# Campionati europei di tuffi 2025 - Piattaforma 10 metri sincro femminile
La gara dalla piattaforma 10 metri sincro maschile ai campionati europei di tuffi 2025 si è svolta il 28 maggio 2025 presso la Gloria Sports Arena di Antalya. Hanno preso parte alla competizione quattro squadre nazionali

## Risultati
| Pos. | Atleti                                                    | Squadra  | Punti  |
| ---- | --------------------------------------------------------- | -------- | ------ |
|      | Valeria Angelina Antolino Pacheco Ana Carvajal San Miguel | Spagna   | 305.82 |
|      | Kseniia Bailo Sofiia Lyskun                               | Ucraina  | 286.44 |
|      | Carolina Coordes Pauline Alexandra Pfeif                  | Germania | 278.70 |
| 4    | Ioana-Andreea Carcu Nazanin-Adelyne Ellahi                | Romania  | 242.76 |